# Berchtesgadener Ache
Die Berchtesgadener Ache ist ein selbst etwa 18 km, zusammen mit ihrem längsten Oberlaufstrang etwa 39 km langes Alpengewässer im Südostzipfel  Bayerns, das in der Berchtesgadener Talspinne aus der Vereinigung von linker Ramsauer Ache und rechter Königsseer Ache entsteht und mit nordöstlichem bis nördlichen Lauf zur Salzach fließt. In Österreich, wo sie im Land Salzburg nach kurzem Unterlauf nahe der  Halleiner Siedlung Rif von links mündet, wird sie mit Einschluss ihres rechten Oberlaufs Königsseeache genannt, auch Alm oder Almbach. Um 1815 wurde der Fluss noch als Albe, laut einer Forschungsgruppe der Universität Salzburg auch als Niedere Albe bezeichnet (vergleiche dazu auch die Bezeichnung der an dem Fluss liegenden Ortschaft Niederalm in Anif sowie Obere Albe für den südlich davon ebenfalls in die Salzach abfließenden Almbach mit Bezug zu Oberalm).

## Verlauf
Die Berchtesgadener Ache entsteht in den Berchtesgadener Alpen im südlichen Ortsbereich von Markt Berchtesgaden aus zwei recht langen Oberläufen. Ihr größerer ist die auf ihrem Gesamtstrang über 21 km lange Ramsauer Ache, die wenig vorher im Ortsbereich noch die ebenfalls recht lange Bischofswiesener Ache aus dem Nordwesten aufgenommen hat und insgesamt 173 km² entwässert. Die kleinere Königsseer Ache(!) aus dem Süden ist der Abfluss des Königssees, kommt mit ihrem Gesamtstrang auf eine Hauptstranglänge von etwa 19 km und ein 164 km² großes Entwässerungsgebiet, womit sie also in beiden Größen der in Bayern zum Hauptstrang gerechneten Ramsauer Ache kaum nachsteht.
Die Berchtesgadener Ache fließt zunächst nordöstlich und knickt dann noch auf dem Gebiet von Berchtesgaden nach Norden ab. Anschließend durchläuft sie das von Marktschellenberg und kurz einen Zipfel des gemeindefreien Schellenberger Forstes, der wie auch die beiden Marktgemeinden im Landkreis Berchtesgadener Land liegt.
Dann wechselt sie noch auf Nordlauf am Hangendensteinpass nach Österreich aufs Gebiet des Bundeslandes Salzburg, wo sie auf noch etwa 5 km Lauflänge als Königsseeache bis zur Mündung Grenzbach zwischen der Marktgemeinde Hallein im Bezirk Hallein am rechten und nacheinander der Marktgemeinde Grödig und der Gemeinde Anif im Bezirk Salzburg-Umgebung am linken Ufer ist. Gleich nach der Landesgrenze geht linksseits der nordwärts nach Salzburg fließende Almkanal ab. Beim Grödiger Ort St. Leonhard knickt sie nach Osten ab und quert dann das breite Salzachtal. Zwischen dem Ort Rif von Hallein und dem Waldbad von Anif mündet sie zuletzt halb unter der Autobahnbrücke der Tauern Autobahn hindurch von links in die Salzach.
Die Berchtesgadener Ache ist selbst 17,8 km, ihr Hauptstrang über die Ramsauer Ache sogar 39,3 km lang und sie hat ein 419 km² großes Einzugsgebiet, von dem 34,7 km² auf österreichischem Gebiet liegen und überwiegend über die Königsseer Ache zu ihr entwässern.
Am Lauf gibt es mehrere Wasserkraftwerke; die Kraftwerke bei der Schnitzschule und beim Hofbrauhaus am Berchtesgadener Mühlbach, das Bahnstromkraftwerk in Gartenau sowie das Kraftwerk Fischer in Marktschellenberg. An den Unterlauf im Land Salzburg grenzt nördlich das Landschaftsschutzgebiet Salzburg-Süd. Ab dem 17. Juli 2017 ließ die Stadt Hallein wegen Befalls durch das Falsches Weißes Stängelbecherchen einen Wald von 200 Eschen an der Königsseeache fällen.
Im Juli 2021, während starken Niederschlags in West- und Mitteleuropa, stieg die Berchtesgadener Ache auf 3,81 Meter an und übertraf damit den Höchststand von 3,12 Metern im Jahr 2012.

## Zuflüsse

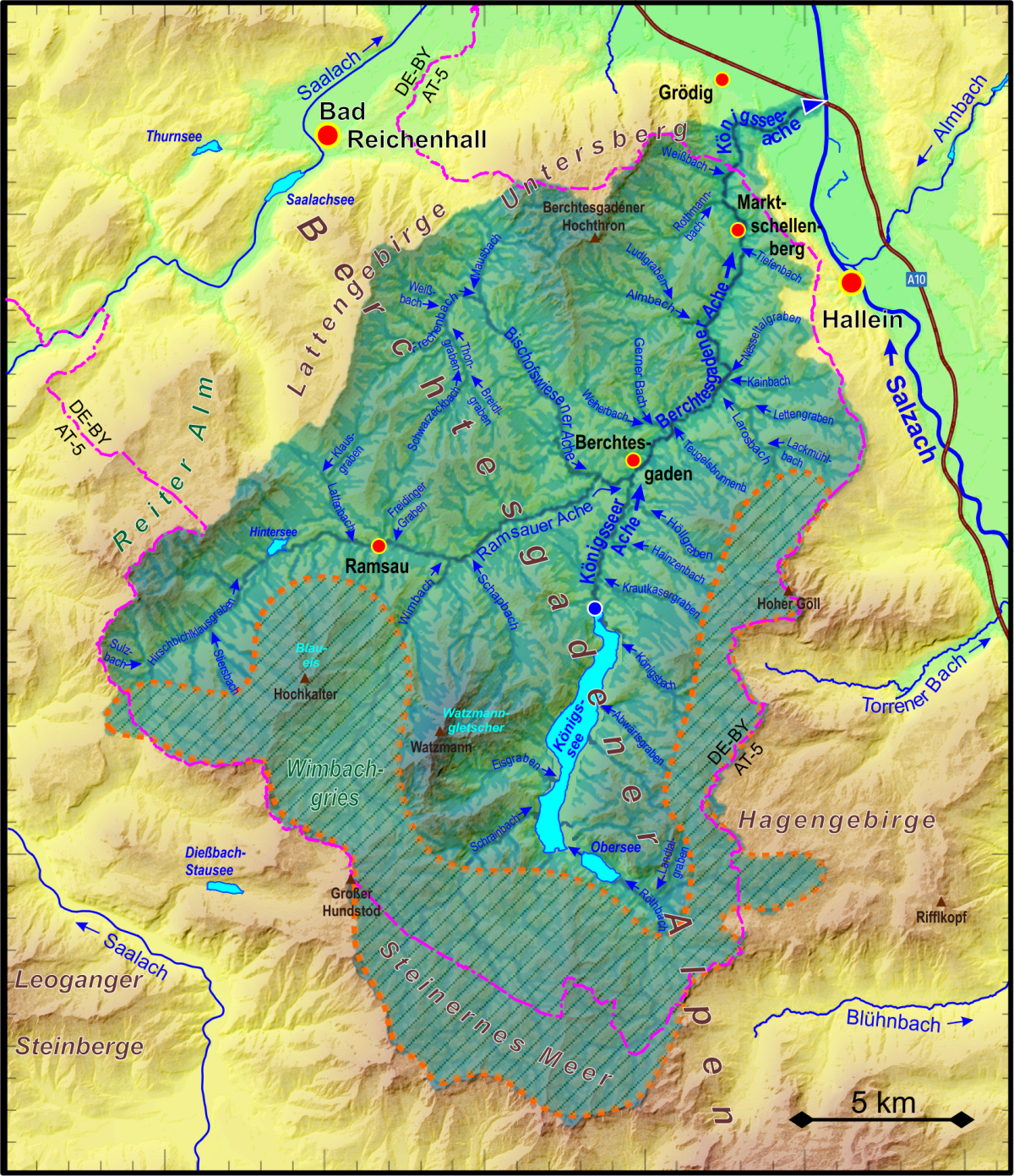
Einzugsgebiet der Königsseeache. Das schraffierte Gebiet ist verkarstet und weitgehend ohne Oberflächenabflüsse.

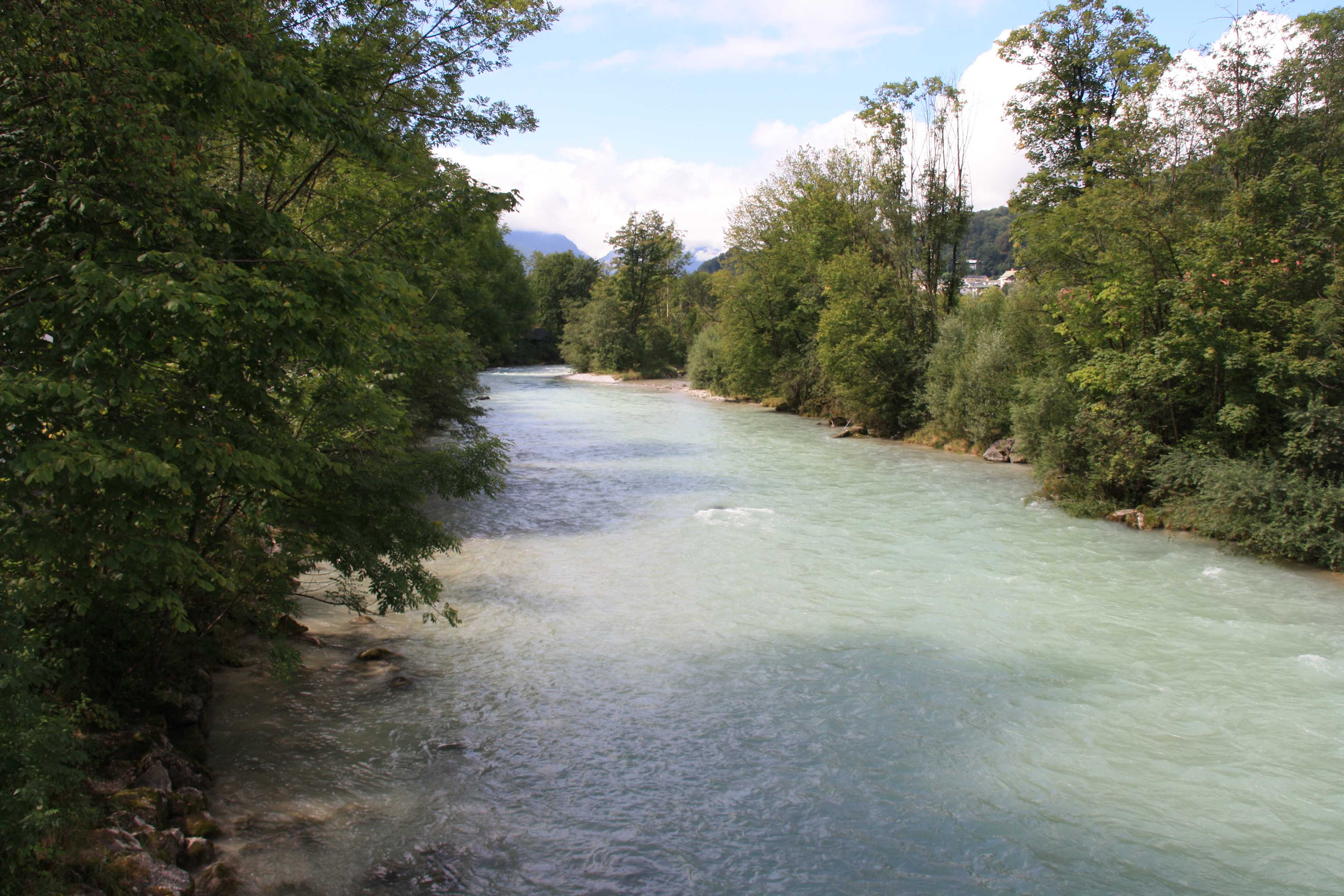
Die Ache am Salzbergwerk Berchtesgaden

Hierarchische Liste der Zuflüsse, jeweils vom Ursprung zur Mündung. Auswahl. Mit Gewässerlänge, Einzugsgebiet und Höhe. Andere Quellen für die Angaben sind vermerkt.
Zusammenfluss der Berchtesgadener Ache auf etwa 538 m ü. NHN im südlichen Berchtesgaden im Inneren eines alle drei beteiligten Flüsse überquerenden Straßenkreisels.
- Ramsauer Ache, linker und südwestlicher Hauptstrang-Oberlauf, 21,5 km mit Abschnittsnamenfolge Hirschbichlklausgraben → Klausbach →Ramsauer Ache und 173,5 km². Der Hirschbichlklausgraben entsteht auf etwa 1250 m ü. NHN nahe dem Hirschbichlkopf auf dem Gebiet der Gemeinde Weißbach bei Lofer im Salzburger Bezirk Zell am See und wechselt am Hirschbichl auf bayerisches Gebiet.
  - Wimbach, von rechts und Südsüdwesten auf etwa 625 m ü. NHN im Osten des Dorfes Ramsau bei Berchtesgaden, 10,8 km mit der von einer Versickerungsstrecke unterbrochenen Abschnittsnamenfolge Schönfeldgraben → Wimbach und 35,7 km². Der Schönfeldgraben entsteht auf etwa 1856 m ü. NHN am Südwestabfall der Südspitze/Schönfeldspitze.
  - Bischofswiesener Ache, von links und Nordwesten auf etwa 547 m ü. NHN zwischen der Bischofswiesener Bergjägerkaserne und dem westlichen Siedlungsrand von Berchtesgaden, 12,9 km mit Abschnittsnamenfolge Maiergraben → Frechenbach →Bischofswiesener Ache und 45,6 km². Entsteht auf etwa 1190 m ü. NHN am Ostabhang des Kerschneids an der Nordgrenze des Gemeindegebietes von Ramsau.
- Königsseer Ache, rechter und südlicher Nebenstrang-Oberlauf, 18,7 km mit nach dem ersten Glied von einer kurzen Versickerungsstrecke unterbrochener Abschnittsnamenfolge Röthbach → Obersee → Saletbach → Königssee → Königsseer Ache und 163,9 km². Der Röthbach entsteht auf etwa 1455 m ü. NHN nahe dem Wasseralm-Unterkunftshaus unterm Hocheck im Gemeindegebiet von Schönau am Königssee.
  - Königsbach, von rechts und Osten auf 603,3 m ü. NHN in den unteren Königssee, 3,3 km und 9,2 km². Entsteht auf etwa 1413 m ü. NHN am Sillenköpfle und durchläuft danach auf einem Abschnitt bettlos das Priesberger Moos.
  - Krautkasergraben, von rechts und Südosten auf etwa 575 m ü. NHN im Ortsteil Königssee von Schönau, 5,3 km mit Abschnittsnamenfolge Weidbach → Krautkasergraben und 4,7 km². Der Weidbach entsteht auf etwa 1700 m ü. NHN am Pfaffenkegel.
- Gerner Bach, von links und Nordwesten auf etwa 525 m ü. NHN am Berchtesgadener Salzbergwerk, 4,9 km und 10,2 km². Entsteht auf etwa 911 m ü. NHN unter dem Rauhenkopf am Siedlungsplatz Untersberg der Berchtesgadener Gnotschaft Maria Gern.
- Larosbach, von rechts und Südosten auf etwa 514 m ü. NHN gegenüber der Felsgruppe Laroswacht, 5,9 km und 14,8 km². Entsteht auf etwa 1405 m ü. NHN am Mitterbergkopf.
- Almbach, von links und Westnordwesten auf etwa 492 m ü. NHN an der Kugelmühle von Markt Marktschellenberg, 5,1 km und 9,8 km². Entsteht auf etwa 1295 m ü. NHN am Bannkopf und entwässert das Gebiet unterhalb des Berchtesgadener Hochthrons.
- Rothmannbach, von links und Westen auf etwa 463 m ü. NHN gegenüber von Thurmlehen im Gemeindeteil Schaden von Marktschellenberg, 4,1 km mit Abschnittsnamenfolge Kargraben → Rothmannbach und 7,7 km². Entsteht auf etwa 1080 m ü. NHN unter der Stihlwand.
- → Abgang des Almkanals, nach links und Norden auf etwa 458 m ü. NHN gleich nach der Landesgrenze am Hangendensteinpass (⊙), 12 km. Der Kanal führt im Mittel 5,5 m³ Wasser nach Salzburg und teilt sich in dessen Innenstadt in sieben Arme, die größtenteils unterirdisch in die Salzach einfließen.[11]

Mündung des nun Königsseeache genannten Flusses von links und zuletzt Westen auf etwa 436 m von links und zuletzt Westen in die Salzach, zwischen dem Ort Rif von Hallein und dem Waldbad Anif sowie etwas unterhalb des gegenüberliegenden Ortes Urstein von Puch bei Hallein. Der Fluss ist ab der Vereinigung seiner zwei Oberläufe in Berchtesgaden 17,8 km, zusammen mit dem Strang seines linken Hauptoberlaufs Ramsauer Ache 39,3 km lang und entwässert ein 419,0 km² großes Einzugsgebiet, zu dem jeder ihrer beiden Oberläufe fast genauso viel beiträgt wie das zu ihr erst nach deren Zusammenfluss entwässernde, 181,6 km² große Gebiet. Der Unterlaufabschnitt in Österreich ist 4,8 km lang, das zu ihr – überwiegend über ihren rechten Oberlauf – entwässernde Gebiet in Österreich ist 39,3 km² groß.